# Oriana Fallaci
Oriana Fallaci (Florença, 29 de junho de 1929 — Florença, 15 de setembro de 2006) foi uma escritora e jornalista italiana. Foi mundialmente famosa pela sua cobertura jornalística de guerras e revoluções, e as suas entrevistas com diversos líderes mundiais durante os anos de 1960 a 1980. Tornou-se uma das principais críticas do Islão na Itália após o atentado de 11 de setembro.
O seu pai, Edoardo, foi um ativista antifascista e já aos 10 anos, Oriana estava envolvida na Resistência Italiana, participando no movimento clandestino "Giustizia e Libertà". Durante a ocupação de Florença pelos nazistas, o pai foi capturado e torturado na "Villa Triste", onde funcionava uma secção da polícia política alemã, também utilizada como cárcere e lugar de torturas até a Liberação de Florença, em setembro de 1944. Pela sua participação na Resistência, Oriana foi condecorada, aos 14 anos, pelo Exército Italiano.
Oriana iniciou a sua carreira de jornalista aos 16 anos. Inicialmente trabalhou como colaboradora de jornais locais e posteriormente como enviada especial da revista semanal L'Europeo (1945-2013).
Em 1967, trabalhou como correspondente de guerra para L'Europeo, no Vietnam. Regressou ao país 12 vezes em 7 anos para narrar a guerra, sem fazer concessões nem ao comunistas, nem tampouco aos americanos e aos sul-vietnamitas. As experiências da guerra foram reunidas no livro "Niente e così sia" publicado em 1969.
Ao longo da sua carreira, realizou importantes entrevistas com algumas das mais importantes personalidades do século XX, dentre as quais destacam-se Henry Kissinger, o Ayatollah Khomeini, Lech Wałęsa, Willy Brandt, Zulfikar Ali Bhutto, Walter Cronkite, Muammar al-Gaddafi, Federico Fellini, Tenzin Gyatso, Sammy Davis, Jr., Deng Xiaoping, Nguyen Cao Ky, Yasser Arafat, Indira Gandhi, Alexandros Panagoulis, Wernher von Braun, o Arcebispo Makarios, Golda Meir, Nguyen Van Thieu, Haile Selassie e Sean Connery, Mário Soares e Álvaro Cunhal.
Escreveu para numerosos  ornais e periódicos, entre os quais The New Republic, The New York Times Magazine, Life, Le Nouvel Observateur, The Washington Post, Look, Stern, e Corriere della Sera.

## Começo de carreira

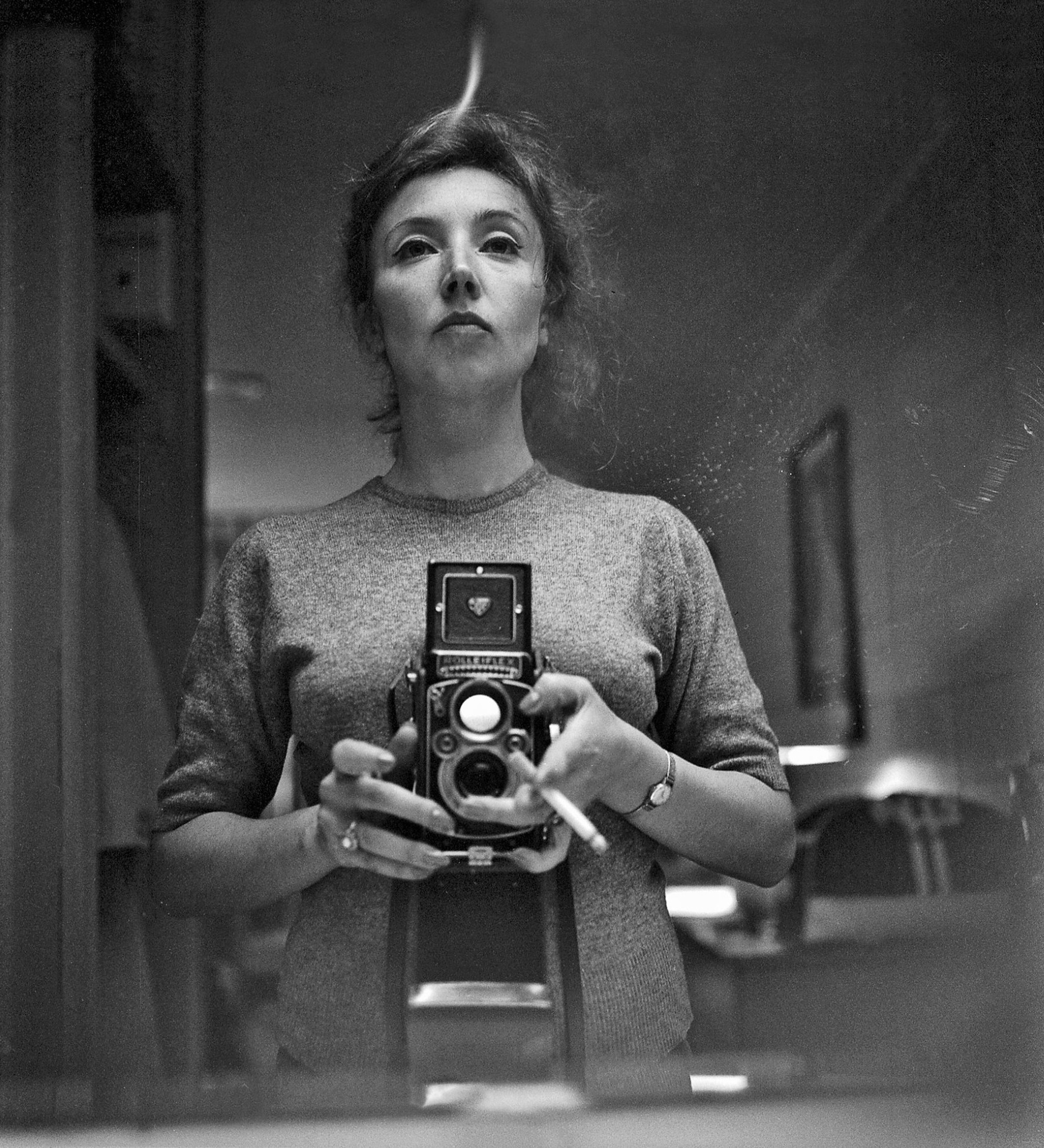
Autorretrato de Oriana Fallaci, de 1960.

Fallaci começou a sua carreira jornalística durante a adolescência, tornando-se correspondente especial para o jornal italiano Il mattino dell'Italia centrale em 1946. A partir de 1967, trabalhou como correspondente de guerra cobrindo a Guerra do Vietname, a Guerra Indo-Paquistanesa, o Médio Oriente e a América do Sul.
Na década de 1960, começou a realizar entrevistas, primeiro com pessoas do mundo da literatura e do cinema (publicadas em livro em 1963 como "Gli antipatici") e depois com líderes mundiais (publicadas no livro Entrevistas com a História de 1973), que levaram alguns a descrevê-la como "a entrevistadora mais famosa - e temida - do mundo".

### Anos 60
Durante vários anos, Fallaci foi correspondente especial da revista política L'Europeo e escreveu para vários jornais de grande tiragem e para a revista Epoca. Em 1958, quando estava trabalhando nos Estados Unidos, conheceu o colega Alfredo Pieroni, com quem teve um tormentado namoro, que acabou depois do aborto espontâneo dela.
Em 1961, fez uma reportagem sobre a condição das mulheres no Oriente, que então se tornou o primeiro verdadeiro sucesso editorial da escritora, "O Sexo Inútil". Em 1962, escreve "Penélope vai à guerra", o primeiro trabalho narrativo em que conta a história de Giò, uma italiana que vai a Nova York em trabalho, onde conhecerá pessoas do seu passado.
Na véspera do desembarque americano na Lua, Fallaci partiu para os Estados Unidos da América para entrevistar astronautas e técnicos da NASA. Em 1965, publicou o livro "Se o sol morre", um diário dessa experiência que a escritora dedicou a seu pai. Para escrever o livro, conheceu o chefe da missão do projeto, o cientista alemão Wernher von Braun, que durante a Segunda Guerra Mundial havia projetado os mísseis V2 para a Alemanha Nazi e que na época era o diretor da NASA, envolvido no desenvolvimento do projeto Saturno.
Em 1967, foi como correspondente de guerra para o Vietname, viajando para lá 12 vezes nos 7 anos seguintes. Criticou tanto o Việt Cộng quanto os comunistas, os Estados Unidos e os vietnamitas do Sul, documentando mentiras e atrocidades, mas também o heroísmo e a humanidade de um conflito que Fallaci definiu como uma "loucura sangrenta". As experiências de guerra na primeira pessoa foram coletadas no livro "Nada e Assim Seja", publicado em 1969.
Em meados de 1968, a jornalista deixou temporariamente o Vietname para regressar aos Estados Unidos após a morte de Martin Luther King e Robert F. Kennedy e as revoltas estudantis desses anos. Numa passagem de "Nada e Assim Seja" fala do "vandalismo dos estudantes burgueses que se atrevem a invocar o Che Guevara e depois vivem em casas com ar condicionado, que vão à escola com o carro do pai e vão ao clube noturno com uma camisa de seda."
Na Cidade do México, durante o massacre de Tlatelolco de 1968, Fallaci foi baleada três vezes por soldados mexicanos, arrastada nas escadas pelos cabelos e dada como morta. Centenas de jovens morreram (o número exato é desconhecido) e até mesmo a jornalista foi levada ao necrotério: apenas naquele momento um padre percebeu que ela ainda estava viva. Fallaci disse que o massacre foi "pior do que os que vi na guerra". O seu testemunho ocular tornou-se uma evidência importante que refutou as negações do governo mexicano de que tivesse ocorrido um massacre.
Em 1969, regressou para os Estados Unidos para testemunhar o lançamento da missão Apollo 11: o relatório dessa experiência foi compilado no livro "Quel giorno sulla Luna", publicado em 1970.

### Anos 70 e 80
No início da década de 1970, Fallaci teve uma relação com um dos seus entrevistados, Alexandros Panagoulis, que tinha sido uma figura solitária na resistência grega contra a ditadura de 1967, tendo sido capturado, fortemente torturado e preso pela tentativa de assassinato do ditador Georgios Papadopoulos. Panagoulis morreu em 1976, em circunstâncias controversas, num acidente de viação. Fallaci sustentou que Panagoulis foi assassinado por antigos elementos da junta militar grega e o seu livro "Um homem" foi inspirado na sua vida. Segundo ela escreveu, engravidou do Panagoulis, mas teve um aborto espontâneo. Por ter sido um dos muitos abortos espontâneos que viria a ter ao longo da vida, Fallaci lançou o best-seller "Carta a um Menino que não chegou a Nascer", em 1975, que vendeu 4,5 milhões de cópias em todo o mundo. Segundo o seu sobrinho Edoardo Perazzi, porém, o livro foi escrito em 1967 e, portanto, a criança abortada não era de Panagulis, ou pelo menos a história contada não se referia ao período do relacionamento com Panagoulis.
Durante a sua entrevista em 1972 com Henry Kissinger, este afirmou que a Guerra do Vietname era uma "guerra inútil" e comparou-se a um "cowboy que conduz o comboio cavalgando sozinho no seu cavalo". Kissinger afirmou mais tarde que foi "a conversa mais desastrosa que já tive com qualquer membro da imprensa".
Em 1973, entrevistou o Xá da Pérsia Mohammad Reza Pahlavi. Fallaci declarou mais tarde que o Xá considerava as mulheres "simplesmente como ornamentos graciosos, incapazes de pensar como um homem, e então esforça-se para lhes dar igualdade completa de direitos e deveres".
Em 1975, entrevistou Álvaro Cunhal, o Secretário-Geral do Partido Comunista Português. A entrevista foi publicada pela revista L'Europeo, a 6 de junho. Cunhal teria afirmado, entre outros pontos polémicos, não haver possibilidade de Portugal ter uma democracia ou um parlamento ao estilo ocidental. A nota divulgada pelo Partido Comunista Português no mesmo dia referia ter havido uma "grosseira deturpação das palavras de Cunhal". Fallaci não só reafirmou a "exatidão da tradução" da conversa com o Secretário-Geral do PCP,  como anunciou que colocaria as cassetes com a entrevista à disposição de quem duvidasse da sua palavra. Em novembro do mesmo ano, entrevistou Mário Soares, que confessou estar "atado de pés e mãos pelo pacto com os militares", referindo-se ao Pacto MFA-Partidos.
No ano seguinte, apoiou as listas do Partido Radical italiano, para as eleições legislativas na Itália em 1976, também devido às suas campanhas feministas, e em 1977, recebeu um doutoramento honoris causa do presidente da Columbia College em Chicago.
Durante a década de 1980, entrevistou Deng Xiaoping, em 1980, entrevista essa considerada por Michael Rank como a "mais reveladora de todos os líderes chineses a qualquer jornalista ocidental", durante a qual Deng falou sobre Mao de forma "extraordinariamente franca para os padrões chineses", enquanto a maioria das entrevistas ocidentais com líderes chineses eram consideradas "monótonas". No ano seguinte, entrevistou o sindicalista polaco Lech Wałęsa.

#### Entrevista ao Aiatolá Khomeini

Oriana Fallaci a entrevistar o Aiatolá Ruhollah Khomeini, em 1979.

Em 1979, dirigiu a célebre entrevista com o Aiatolá Ruhollah Khomeini, tendo-o chamado de "tirano" e tirado o xador em plena entrevista:
Oriana F.: Eu ainda tenho muitas coisas para lhe perguntar. Sobre o "xador", por exemplo, que fui obrigada a vestir para vir entrevistá-lo, e que você impõe às mulheres iranianas ... Não estou apenas a referir-me ao vestido, mas ao que representa, quero dizer, ao apartheid em que as mulheres iranianas foram forçadas a entrar após a revolução. Elas não podem estudar na universidade com homens, não podem trabalhar com homens, não podem nadar no mar ou numa piscina com homens. Elas têm que fazer tudo separadamente, usando seu "xador". A propósito, como se pode nadar usando um "xador"?
 Khomeini: Nada disso lhe diz respeito, os nossos costumes não lhe dizem respeito. Se você não gosta do vestuário islâmico, não é obrigada a vesti-lo, pois é para mulheres jovens e senhoras respeitáveis.
Oriana F.: Isso é muito amável da sua parte, Imam, uma vez que me diz isso, vou me livrar imediatamente desse estúpido trapo medieval. Pronto!
Para além disso, devido a um mal-entendido, no dia anterior ao encontro com o imã, foi forçada a um casamento temporário xiita (isto é, automaticamente anulado após um prazo definido) com o seu intérprete. Na verdade, uma mulá a viu enquanto Fallaci trocava de roupa para colocar o xador no palácio de Qom, e na mesma sala estava o intérprete (casado com uma espanhola), mas de acordo com a lei em vigor no Irão, um homem não pode isolar-se com uma mulher que não seja a sua esposa, caso contrário corre o risco de ser condenado à morte por adultério. O mesmo mulá, encarregado do "casamento forçado", errou os nomes dos dois "cônjuges" e, paradoxalmente, Fallaci foi, portanto, "casada" com o próprio mulá, pelo menos de acordo com a lei iraniana.
Mais tarde, na sua próxima visita ao Irão durante a crise dos reféns americanos no Irã para tentar entrevistar Abolhassan Bani-Sadr, Fallaci foi impedida de sair do hotel pelos Basij; para poder regressar a Itália, não conseguindo contactar o embaixador, telefonou para Ingrid Bergman que notificou o Presidente da República Italiana Sandro Pertini. Pertini contactou a embaixada que chamou as autoridades de Teerão e Fallaci foi libertada.

## Insciallahe mudança para Nova Iorque

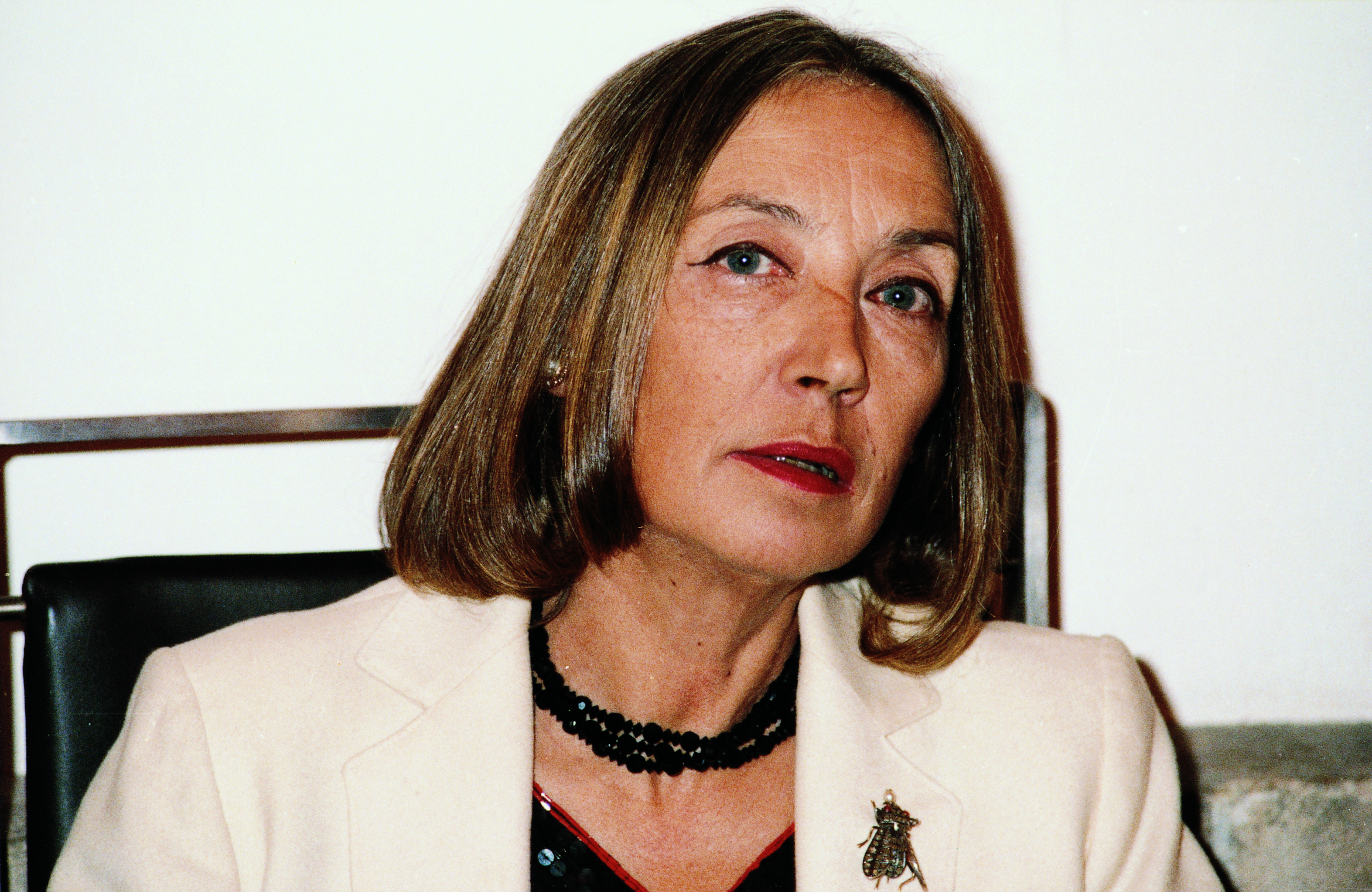
Oriana Fallaci em 1987.

Em 1990, publicou o livro Inshalá, cuja acção se passa entre as tropas italianas enviadas prara Beirute em 1983 como parte da Força Multinacional no Líbano. Fallaci obteve do então Ministro da Defesa da  Itália, Giovanni Spadolini, credenciais de jornalista junto do contingente italiano. O livro abre com a história do primeiro duplo atentado dum bombista suicida islâmico contra o quartel americano e francês que causou 299 mortes entre os soldados. Durante a experiência no Líbano, teve um relacionamento com o futuro astronauta Paolo Nespoli, que durou cinco anos.
Após o lançamento de Inshalá, a jornalista foi viver para Nova Iorque, no Upper East Side de Manhattan, lecionando na Universidade de Chicago, na Universidade de Yale, na Universidade de Harvard e na Universidade de Columbia.
Foi então que descobriu ter cancro do pulmão, que mais tarde chamou de "o Alien". Oriana Fallaci era grande fumadora, mas atribuiu a principal responsabilidade pelo cancro a ter inalado, no Kuwait, onde cobria a Guerra do Golfo em 1991, a fumaça dos poços de petróleo incendiados por Saddam Hussein. Fallaci viria a morrer em 15 de Setembro de 2006 em Florença.

## Após o 11 de Setembro de 2001
Os eus livros e artigos sobre as questões do 11 de setembro deram origem a louvores e protestos no mundo político e na opinião pública. Através deles, a escritora denunciava a decadência da civilização ocidental que, ameaçada pelo fundamentalismo islâmico, considerava incapaz de se defender.
Fallaci acreditava que a crescente pressão exercida nos últimos anos pela imigração islâmica para a Europa e Itália, em particular, combinada com escolhas políticas, as suas opiniões inapropriadas e o aumento das atitudes de intolerância mútua, fosse a demonstração da veracidade de suas teses. Na sua opinião, estaríamos a testemunhar uma tentativa planeada pelo mundo muçulmano de islamizar o Ocidente (a chamada "Teoria da Eurabia"), com base no que «acreditava ser a espinha dorsal do Alcorão, como testemunhado por mais de um milénio de conflitos e hostilidade entre muçulmanos e cristãos.
Favorável à intervenção militar no Afeganistão, manifestou relutância em relação à guerra do Iraque de 2003, por acreditar que a guerra provocaria uma situação perigosa, afirmando: 

Senhor Bush, Sr. Blair, vocês realmente acreditam que, em Bagdade, os iraquianos vão receber as vossas tropas como há sessenta anos, as recebemos em cidades européias, isto é, com beijos e abraços, flores e aplausos? E mesmo que isso acontecesse (em Bagdade pode acontecer todo), o que acontece depois? Mais de dois terços dos iraquianos que nas últimas "eleições" deram a Saddam Hussein "cem por cento" dos votos são xiitas que sonham em criar uma República Islâmica do Iraque, um regime baseado no modelo do regime iraniano. Então, pergunto-vos: e se ao invés de descobrirem o conceito de liberdade, em vez de entender o conceito de democracia, o Iraque se tornasse um segundo Afeganistão, ou melhor, um segundo Vietname? Pior. E se ao invés de permitir que instalassem a "Pax Americana", ou seja, uma boa ou má paz baseada no conceito de liberdade e democracia, esse hipotético segundo Vietname se ampliasse e todo o Médio Oriente explodisse? Da Turquia para a Índia, com uma reação em cadeia imparável ...

Oriana Fallaci em "A Força da Razão"
Mais tarde, criticou duramente os soldados americanos responsáveis pela tortura na prisão de Abu Ghraib.
Continuando a expressar opiniões anti-clericais e declarando-se "uma ateia cristã", expressou publicamente a sua admiração pelo Papa Bento XVI, que a recebeu em Castel Gandolfo numa audiência privada a 27 de agosto de 2005.
Em março de 2005, o jornal Libero lançou uma recolha de assinaturas para que o Presidente da República concedesse a Fallaci o título de Senadora Vitalícia. Mais de 75 mil assinaturas foram recolhidas, mas sem resultado.

## Morte

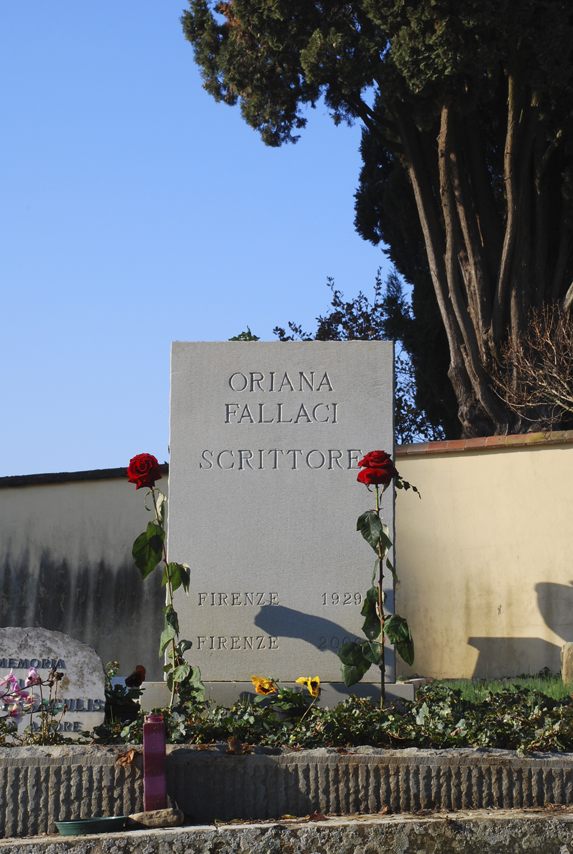
Túmulo de Oriana Fallaci.

Fallaci morreu a 15 de setembro de 2006, na sua cidade natal, Florença, de cancro. Foi sepultada no Cimitero degli Allori, no subúrbio ao sul de Florença, Galluzzo, ao lado de seus familiares e num memorial de pedra para Alexandros Panagoulis, seu falecido companheiro.

## Controvérsias
Fallaci sempre atraiu muita polémica, e principalmente pelas suas opiniões sobre o Islão e os muçulmanos europeus. Fallaci considerou o fundamentalismo islâmico como um renascimento do fascismo contra o qual lutara na sua juventude, afirmando que os políticos europeus não estavam a compreender a ameaça do islamismo da mesma forma que os seus congéneres dos anos 30 também não tinham compreendido a ameaça do nazismo; negou que o "Islamismo moderado" existisse, chamando-o de uma falsidade 
Em 2002, na Suíça, o Centro Islâmico e a Associação Somali de Genebra, o SOS Racisme de Lausana, juntamente com um cidadão particular, processaram Fallaci pelo conteúdo alegadamente racista de A Raiva e o Orgulho  Em novembro de 2002, um juiz suíço emitiu um mandato de prisão por violação do artigo 261.º do Código Penal suíço e solicitou ao governo italiano que a processasse ou  extraditasse. O ministro italiano da Justiça, Roberto Castelli, rejeitou o pedido alegando que a Constituição da Itália protege a liberdade de expressão.
Em maio de 2005, Adel Smith, presidente da União dos Muçulmanos Italianos, processou Fallaci por "algumas das coisas que disse no seu livro " A Força da Razão"  ofensivas para o Islão". O advogado de Smith citou 18 frases, como por exemplo "um charco que nunca se purifica". O julgamento preliminar começou a 12 de junho e, a 25 de junho, a juíza Beatrice Siccardi decidiu que Fallaci deveria ser julgada a partir de 18 de dezembro. Fallaci acusou a juíza de ter desprezado o facto de que Smith haver pedido seu assassinato e difamado o cristianismo.
Fallaci tornou-se, em seus últimos anos, bastante conservadora em aspetos sociais, opondo-se ao aborto (exceto em casos de violação), eutanásia, casamento entre pessoas do mesmo sexo e adoções homoparentais.

## Obras
- I sette peccati di Hollywood, (prefacio de Orson Welles), Longanesi (Milão), 1958.
- Il sesso inutile, viaggio intorno alla donna, Rizzoli, Milão, 1961 (Horizon Press, New York City, 1961).
- Penelope alla guerra, Rizzoli, Milão, 1962.
- Gli antipatici, Rizzoli, Milão, 1963.
- Se il Sole muore,  acerca do programa espacial americano, Rizzoli, Milão, 1966.
- The Egotists: Sixteen Surprising Interviews Regnery (Chicago), 1968.
- Niente, e cosí sia (Nada e Assim Seja), reportagem da Guerra do Vietname. 1969
- Quel giorno sulla Luna, Rizzoli, Milan, 1970.
- Lettera a un bambino mai nato (Carta a um Menino que não chegou a Nascer), um diálogo entre uma mãe e a sua criança abortada.  1975.
- Intervista con la storia (Entrevistas com a história), uma coleção de entrevistas com figuras políticas, 1976.
- Un uomo (Um homem), A história de Alexandros Panagoulis, revolucionário grego. 1979.
- Insciallah (Inshalá), obra de ficção sbre as tropas italianas estacionadas no Líbano em 1983. 1990.
- La Rabbia e l'Orgoglio (A  Raiva e o Orgulho), sobre os atentados de 11 de Setembro como expressão de um confronto civilizacional que estaria em curso. 2001.
- La Forza della Ragione (A Força da Razão). 2004
- Oriana Fallaci intervista Oriana Fallaci, Fallaci entrevista-se a si própria sobre a "Eurabia" e o  "Islamofascismo". (Milan: Corriere della Sera, August 2004).
- Oriana Fallaci intervista sé stessa – L'Apocalisse . Um "update" do livro anterior. Publisher: Rizzoli, Novembro de 2004.
- Un cappello pieno di ciliegie, Rizzoli, 2008. Um livro acerca dos seus antepassados publicado dois anos após a sua morte.